# EHF Champions League 2010-11 (mænd)
EHF Champions League 2010–11 for mænd var den 18. EHF Champions League-turnering for mænd. Turneringen blev arrangeret af European Handball Federation og havde deltagelse af 33 hold. Turneringen begyndte den 3. september 2010 med de første kvalifikationskampe, og den afsluttedes i weekenden 28./29. maj 2011 med finalestævnet, der for andet år i træk blev afviklet i Lanxess Arena i Köln, Tyskland.
Turneringen blev vundet af FC Barcelona Borges fra Spanien, som i finalen besejrede Renovalia Ciudad Real med 27-24. Det var ottende gang at FC Barcelona Borges vandt turneringen, og finalen var en gentagelse af finalen fra sæsonen 2004-05, hvor katalanerne ligeledes sejrede.
Danmark blev repræsenteret af de danske mestre fra AaB Håndbold, som blev slået ud i gruppespillet, DM-sølvvinderne KIF Kolding, som nåede ottendedelsfinalerne, samt Bjerringbro-Silkeborg, der blev slået ud i kvalifikationen.

## Resultater

### Format
Turneringen havde deltagelse af 33 hold. 12 af holdene spillede først en kvalifikationsrunde, hvorfra tre hold kvalificerede sig til gruppespillet sammen med 21 direkte kvalificerede hold. Gruppespillet bestod af fire grupper med seks hold. De fire bedste hold i hver gruppe gik videre til ottedendelsfinalerne.
Ottendedelsfinalerne og kvartfinalerne blev afgjort over to kampe (ude og hjemme), mens semifinalerne og finalen blev afviklet som et "Final four"-stævne på en weekend spillet i Lanxess Arena i Köln, Tyskland.

### Kvalifikationsrunde
Kvalifikationsrunden havde deltagelse af 12 hold, som spillede om tre ledige pladser i gruppespillet. De 12 hold fordelte sig på:
- Otte nationale mesterhold fra de nationer, som var nr. 14-21 på EHF's rangliste: Makedonien, Slovakiet, Norge, Ukraine, Østrig, Hviderusland, Portugal og Tyrkiet, som spillede om to ledige pladser i gruppespillet.
- Fire wildcard-hold udpeget af EHF, som spillede om én ledig plads i gruppespillet.

Inddelingen af de otte mesterhold i to grupper blev foretaget ved en lodtrækning i Wien den 22. juni 2010.

#### Gruppe 1
Kampene i gruppe 1 blev spillet i Handballarena Rieden-Vorkloster i Bregenz, Østrig.
| Dato | Kamp                        | Res.  |
| ---- | --------------------------- | ----- |
| 3.9. | Drammen HK – Beşiktaş JK    | 29–30 |
| 3.9. | Tatran Prešov – A1 Bregenz  | 27–25 |
| 4.9. | Beşiktaş JK – Tatran Prešov | 27–30 |
| 4.9. | A1 Bregenz – Drammen HK     | 33–30 |
| 5.9. | Tatran Prešov – Drammen HK  | 35–35 |
| 5.9. | A1 Bregenz – Beşiktaş JK    | 32–28 |

| Hold          | Kampe | Mål   | Point |
| ------------- | ----- | ----- | ----- |
| Tatran Prešov | 3     | 92-87 | 5     |
| A1 Bregenz    | 3     | 90-85 | 4     |
| Beşiktaş JK   | 3     | 85-91 | 2     |
| Drammen HK    | 3     | 94-98 | 1     |

#### Gruppe 2
Kampene i gruppe 2 blev spillet i Dragao Caixa i Porto, Portugal.
| Dato | Kamp                               | Res.  |
| ---- | ---------------------------------- | ----- |
| 3.9. | GK ZTR – FC Porto/Vitalis          | 20–27 |
| 3.9. | RK Metalurg – GK Dinamo-Minsk      | 21–27 |
| 4.9. | FC Porto/Vitalis – RK Metalurg     | 24–24 |
| 4.9. | GK Dinamo-Minsk – GK ZTR           | 29–28 |
| 5.9. | RK Metalurg – GK ZTR               | 23–25 |
| 5.9. | GK Dinamo-Minsk – FC Porto/Vitalis | 23–23 |

| Hold             | Kampe | Mål   | Point |
| ---------------- | ----- | ----- | ----- |
| GK Dinamo-Minsk  | 3     | 79-72 | 5     |
| FC Porto/Vitalis | 3     | 74-67 | 4     |
| GK ZTR           | 3     | 73-79 | 2     |
| RK Metalurg      | 3     | 68-76 | 1     |

#### Gruppe W
Kampene i gruppe W blev spillet i Europahalle i Karlsruhe, Tyskland.
| Dato | Kamp                                       | Res.  |
| ---- | ------------------------------------------ | ----- |
| 3.9. | Reale Ademar – Bjerringbro-Silkeborg       | 26–27 |
| 3.9. | Rhein-Neckar Löwen – RK Gorenje Velenje    | 33–28 |
| 4.9. | RK Gorenje Velenje – Reale Ademar          | 21–27 |
| 4.9. | Bjerringbro-Silkeborg – Rhein-Neckar Löwen | 26–31 |
| 5.9. | Bjerringbro-Silkeborg – RK Gorenje Velenje | 31–28 |
| 5.9. | Reale Ademar – Rhein-Neckar Löwen          | 26–33 |

| Hold                  | Kampe | Mål   | Point |
| --------------------- | ----- | ----- | ----- |
| Rhein-Neckar Löwen    | 3     | 97-80 | 6     |
| Bjerringbro-Silkeborg | 3     | 84-85 | 4     |
| Reale Ademar          | 3     | 79-81 | 2     |
| RK Gorenje Velenje    | 3     | 77-91 | 0     |

### Gruppespil

#### Hold
Gruppespillet har deltagelse af 24 hold – tre fra kvalifikationsrunden og 21, som var direkte kvalificerede. Holdene var på forhånd blevet seedet i seks lag, og de fire grupper kom til at bestå af ét hold fra hvert seedningslag.
| Seedninger til gruppespillet | Seedninger til gruppespillet | Seedninger til gruppespillet | Seedninger til gruppespillet | Seedninger til gruppespillet |
| ---------------------------- | ---------------------------- | ---------------------------- | ---------------------------- | ---------------------------- |
| 1. seedningslag              | Renovalia Ciudad Real        | THW Kiel                     | Tjekhovskije Medvedi         | MKB Veszprém KC              |
| 2. seedningslag              | Montpellier Agglomeration HB | RK Zagreb Croatia Osiguranje | AaB Håndbold                 | RK Celje Pivovarna Laško     |
| 3. seedningslag              | FC Barcelona Borges          | HSV Hamburg                  | Sankt-Peterburgskij GK       | Pick Szeged                  |
| 4. seedningslag              | Chambery Savoie HB           | KIF Kolding                  | Cuartro Rayas BM Valladolid  | SG Flensburg-Handewitt       |
| 5. seedningslag              | Rhein-Neckar Löwen           | RK Bosna BH Gas              | IK Sävehof                   | Kadetten Schaffhausen        |
| 6. seedningslag              | HCM Constanta                | KS Vive Targi Kielce         | Tatran Prešov                | GK Dinamo-Minsk              |

Inddelingen af de 24 hold i seks grupper blev foretaget ved en lodtrækning i Wien den 22. juni 2010.

#### Gruppe A
| Dato   | Kamp                                            | Res.  |
| ------ | ----------------------------------------------- | ----- |
| 25.9.  | THW Kiel – Chambery Savoie HB                   | 35–23 |
| 25.9.  | FC Barcelona Borges – Rhein-Neckar Löwen        | 30–31 |
| 26.9.  | KS Vive Targi Kielce – RK Celje Pivovarna Laško | 30–36 |
| 2.10.  | RK Celje Pivovarna Laško – Rhein-Neckar Löwen   | 28–32 |
| 3.10.  | Chambery Savoie HB – KS Vive Targi Kielce       | 27–26 |
| 3.10.  | THW Kiel – FC Barcelona Borges                  | 28–28 |
| 9.10.  | FC Barcelona Borges – RK Celje Pivovarna Laško  | 44–33 |
| 10.10. | THW Kiel – KS Vive Targi Kielce                 | 33–29 |
| 10.10. | Rhein-Neckar Löwen – Chambery Savoie HB         | 37–22 |
| 17.10. | KS Vive Targi Kielce – Rhein-Neckar Löwen       | 23–23 |
| 17.10. | Chambery Savoie HB – FC Barcelona Borges        | 27–26 |
| 17.10. | RK Celje Pivovarna Laško – THW Kiel             | 28–34 |
| 20.11. | KS Vive Targi Kielce – FC Barcelona Borges      | 26–33 |
| 21.11. | Chambery Savoie HB – RK Celje Pivovarna Laško   | 30–24 |
| 21.11. | THW Kiel – Rhein-Neckar Löwen                   | 30–27 |
| 26.11. | Rhein-Neckar Löwen – THW Kiel                   | 30–30 |
| 27.11. | FC Barcelona Borges – KS Vive Targi Kielce      | 28–28 |
| 27.11. | RK Celje Pivovarna Laško – Chambery Savoie HB   | 35–27 |
| 4.12.  | Rhein-Neckar Löwen – RK Celje Pivovarna Laško   | 33–32 |
| 5.12.  | KS Vive Targi Kielce – Chambery Savoie HB       | 31–25 |

| Dato  | Kamp                                            | Res.  |
| ----- | ----------------------------------------------- | ----- |
| 5.12. | FC Barcelona Borges – THW Kiel                  | 32–29 |
| 19.2. | Chambery Savoie HB – THW Kiel                   | 26–28 |
| 19.2. | RK Celje Pivovarna Laško – KS Vive Targi Kielce | 30–29 |
| 20.2. | Rhein-Neckar Löwen – FC Barcelona Borges        | 38–38 |
| 27.2. | Rhein-Neckar Löwen – KS Vive Targi Kielce       | 29–27 |
| 27.2. | FC Barcelona Borges – Chambery Savoie HB        | 38–23 |
| 27.2. | THW Kiel – RK Celje Pivovarna Laško             | 43–27 |
| 5.3.  | Chambery Savoie HB – Rhein-Neckar Löwen         | 32–27 |
| 5.3.  | RK Celje Pivovarna Laško – FC Barcelona Borges  | 27–30 |
| 6.3.  | KS Vive Targi Kielce – THW Kiel                 | 27–36 |

| Hold                     | Kampe | Mål     | Point |
| ------------------------ | ----- | ------- | ----- |
| THW Kiel                 | 10    | 326-277 | 16    |
| Rhein-Neckar Löwen       | 10    | 307-292 | 13    |
| FC Barcelona Borges      | 10    | 327-290 | 13    |
| Chambery Savoie HB       | 10    | 262-307 | 8     |
| RK Celje Pivovarna Laško | 10    | 300-332 | 6     |
| KS Vive Targi Kielce     | 10    | 276-300 | 4     |

#### Gruppe B
| Dato   | Kamp                                         | Res.  |
| ------ | -------------------------------------------- | ----- |
| 26.9.  | IK Sävehof – KIF Kolding                     | 30–38 |
| 26.9.  | Montpellier Agglomeration HB – HSV Hamburg   | 26–30 |
| 26.9.  | Tatran Prešov – MKB Veszprém KC              | 27–35 |
| 2.10.  | MKB Veszprém KC – HSV Hamburg                | 33–30 |
| 2.10.  | Montpellier Agglomeration HB – IK Sävehof    | 33–21 |
| 3.10.  | Tatran Prešov – KIF Kolding                  | 29–31 |
| 9.10.  | KIF Kolding – HSV Hamburg                    | 32–30 |
| 9.10.  | MKB Veszprém – Montpellier Agglomeration HB  | 27–26 |
| 10.10. | IK Sävehof – Tatran Prešov                   | 33–32 |
| 14.10. | HSV Hamburg – IK Sävehof                     | 33–24 |
| 16.10. | MKB Veszprém KC – KIF Kolding                | 31–28 |
| 16.10. | Tatran Prešov – Montpellier Agglomeration HB | 31–33 |
| 20.11. | HSV Hamburg – Tatran Prešov                  | 35–23 |
| 20.11. | KIF Kolding – Montpellier Agglomeration HB   | 28–36 |
| 21.11. | IK Sävehof – MKB Veszprém KC                 | 31–41 |
| 27.11. | MKB Veszprém KC – IK Sävehof                 | 38–34 |
| 28.11. | Tatran Prešov – HSV Hamburg                  | 26–26 |
| 28.11. | Montpellier Agglomeration HB – KIF Kolding   | 40–25 |
| 4.12.  | KIF Kolding – Tatran Prešov                  | 28–27 |
| 4.12.  | HSV Hamburg – MKB Veszprém KC                | 27–26 |

| Dato  | Kamp                                         | Res.  |
| ----- | -------------------------------------------- | ----- |
| 6.12. | IK Sävehof – Montpellier Agglomeration HB    | 21–34 |
| 19.2. | KIF Kolding – IK Sävehof                     | 33–27 |
| 19.2. | MKB Veszprém KC – Tatran Prešov              | 33–22 |
| 20.2. | HSV Hamburg – Montpellier Agglomeration HB   | 27–28 |
| 26.2. | KIF Kolding – MKB Veszprém KC                | 29–34 |
| 26.2. | IK Sävehof – HSV Hamburg                     | 31–34 |
| 27.2. | Montpellier Agglomeration HB – Tatran Prešov | 40–25 |
| 6.3.  | Tatran Prešov – IK Sävehof                   | 31–31 |
| 6.3.  | HSV Hamburg – KIF Kolding                    | 32–24 |
| 6.3.  | Montpellier Agglomeration HB – MKB Veszprém  | 30–24 |

| Hold                         | Kampe | Mål     | Point |
| ---------------------------- | ----- | ------- | ----- |
| Montpellier Agglomeration HB | 10    | 326-259 | 16    |
| MKB Veszprém KC              | 10    | 322-284 | 16    |
| HSV Hamburg                  | 10    | 304-273 | 13    |
| KIF Kolding                  | 10    | 296-316 | 10    |
| IK Sävehof                   | 10    | 283-347 | 3     |
| Tatran Prešov                | 10    | 273-325 | 2     |

#### Gruppe C
| Dato   | Kamp                                         | Res.  |
| ------ | -------------------------------------------- | ----- |
| 23.9.  | Tjekhovskije Medvedi – AaB Håndbold          | 39–29 |
| 25.9.  | Pick Szeged – Kadetten Schaffhausen          | 29–26 |
| 26.9.  | GK Dinamo-Minsk – Cuatro Rayas BM Valladolid | 30–35 |
| 2.10.  | GK Dinamo-Minsk – Pick Szeged                | 33–29 |
| 2.10.  | BM Valladolid – Tjekhovskije Medvedi         | 26–26 |
| 3.10.  | AaB Håndbold – Kadetten Schaffhausen         | 30–30 |
| 6.10.  | Kadetten Schaffhausen – BM Valladolid        | 28–30 |
| 7.10.  | GK Dinamo-Minsk – Tjekhovskije Medvedi       | 27–34 |
| 10.10. | Pick Szeged – AaB Håndbold                   | 37–28 |
| 14.10. | Tjekhovskije Medvedi – Kadetten Schaffhausen | 38–35 |
| 16.10. | Cuatro Rayas BM Valladolid – Pick Szeged     | 26–23 |
| 17.10. | AaB Håndbold – GK Dinamo-Minsk               | 33–29 |
| 18.11. | Tjekhovskije Medvedi – Pick Szeged           | 25–26 |
| 21.11. | AaB Håndbold – Cuatro Rayas BM Valladolid    | 32–36 |
| 27.11. | Cuatro Rayas BM Valladolid – AaB Håndbold    | 33–33 |
| 28.11. | GK Dinamo-Minsk – Kadetten Schaffhausen      | 31–32 |
| 28.11. | Pick Szeged – Tjekhovskije Medvedi           | 22–29 |
| 2.12.  | Tjekhovskije Medvedi – BM Valladolid         | 29–27 |
| 4.12.  | Pick Szeged – GK Dinamo-Minsk                | 37–34 |
| 5.12.  | Kadetten Schaffhausen – AaB Håndbold         | 34–31 |

| Dato  | Kamp                                         | Res.  |
| ----- | -------------------------------------------- | ----- |
| 9.2.  | Kadetten Schaffhausen – GK Dinamo-Minsk      | 30–35 |
| 19.2. | Kadetten Schaffhausen – Pick Szeged          | 31–27 |
| 19.2. | Cuatro Rayas BM Valladolid – GK Dinamo-Minsk | 27–27 |
| 20.2. | AaB Håndbold – Tjekhovskije Medvedi          | 30–38 |
| 23.2. | Kadetten Schaffhausen – Tjekhovskije Medvedi | 32–29 |
| 26.2. | Pick Szeged – Cuatro Rayas BM Valladolid     | 30–25 |
| 27.2. | GK Dinamo-Minsk – AaB Håndbold               | 33–31 |
| 3.3.  | Tjekhovskije Medvedi – GK Dinamo-Minsk       | 28–28 |
| 5.3.  | BM Valladolid – Kadetten Schaffhausen        | 35–26 |
| 6.3.  | AaB Håndbold – Pick Szeged                   | 34–30 |

| Hold                       | Kampe | Mål     | Point |
| -------------------------- | ----- | ------- | ----- |
| Tjekhovskije Medvedi       | 10    | 315-282 | 14    |
| Cuatro Rayas BM Valladolid | 10    | 300-284 | 13    |
| Pick Szeged                | 10    | 290-291 | 10    |
| Kadetten Schaffhausen      | 10    | 304-315 | 9     |
| GK Dinamo-Minsk            | 10    | 307-316 | 8     |
| AaB Håndbold               | 10    | 311-339 | 6     |

#### Gruppe D
| Dato   | Kamp                                            | Res.  |
| ------ | ----------------------------------------------- | ----- |
| 22.9.  | Sankt-Peterburgskij GK – RK Bosna BH Gas        | 32–27 |
| 22.9.  | Renovalia Ciudad Real – SG Flensburg-Handewitt  | 27–19 |
| 23.9.  | HCM Constanta – RK Zagreb Croatia Osiguranje    | 23–33 |
| 2.10.  | Sankt-Peterburgskij GK – Renovalia Ciudad Real  | 23–32 |
| 2.10.  | SG Flensburg-Handewitt – HCM Constanta          | 29–22 |
| 2.10.  | RK Bosna BH Gas – RK Zagreb Croatia Osiguranje  | 26–26 |
| 7.10.  | Sankt-Peterburgskij GK – RK Zagreb              | 28–35 |
| 9.10.  | RK Bosna BH Gas – SG Flensburg-Handewitt        | 23–35 |
| 10.10. | Renovalia Ciudad Real – HCM Constanta           | 34–28 |
| 14.10. | HCM Constanta – RK Bosna BH Gas                 | 26–25 |
| 16.10. | RK Zagreb Croatia Osiguranje – Ciudad Real      | 30–30 |
| 17.10. | SG Flensburg-Handewitt – Sankt-Peterburgskij GK | 34–22 |
| 18.11. | HCM Constanta – Sankt-Peterburgskij GK          | 29–28 |
| 20.11. | RK Bosna BH Gas – Renovalia Ciudad Real         | 22–29 |
| 21.11. | SG Flensburg-Handewitt – RK Zagreb              | 32–29 |
| 24.11. | Sankt-Peterburgskij GK – HCM Constanta          | 29–26 |
| 28.11. | Renovalia Ciudad Real – RK Bosna BH Gas         | 32–17 |
| 28.11. | RK Zagreb – SG Flensburg-Handewitt              | 31–26 |
| 2.12.  | HCM Constanta – SG Flensburg-Handewitt          | 29–32 |
| 4.12.  | RK Zagreb Croatia Osiguranje – RK Bosna BH Gas  | 34–15 |

| Dato  | Kamp                                            | Res.  |
| ----- | ----------------------------------------------- | ----- |
| 9.2.  | Renovalia Ciudad Real – Sankt-Peterburgskij GK  | 32–27 |
| 19.2. | RK Zagreb Croatia Osiguranje – HCM Constanta    | 34–30 |
| 19.2. | RK Bosna BH Gas – Sankt-Peterburgskij GK        | 25–24 |
| 20.2. | SG Flensburg-Handewitt – Renovalia Ciudad Real  | 25–23 |
| 24.2. | Sankt-Peterburgskij GK – SG Flensburg-Handewitt | 25–31 |
| 26.2. | RK Bosna BH Gas – HCM Constanta                 | 24–23 |
| 27.2. | Ciudad Real – RK Zagreb Croatia Osiguranje      | 30–20 |
| 2.3.  | SG Flensburg-Handewitt – RK Bosna BH Gas        | 25–18 |
| 3.3.  | HCM Constanta – Renovalia Ciudad Real           | 25–34 |
| 5.3.  | RK Zagreb – Sankt-Peterburgskij GK              | 31–21 |

| Hold                         | Kampe | Mål     | Point |
| ---------------------------- | ----- | ------- | ----- |
| Renovalia Ciudad Real        | 10    | 303-236 | 17    |
| SG Flensburg-Handewitt       | 10    | 288-249 | 16    |
| RK Zagreb Croatia Osiguranje | 10    | 303-261 | 14    |
| RK Bosna BH Gas              | 10    | 222-286 | 5     |
| Sankt-Peterburgskij GK       | 10    | 259-302 | 4     |
| HCM Constanta                | 10    | 261-302 | 4     |

### Ottendedelsfinaler
Ottendedelsfinalerne blev spillet i perioden 24. marts – 3. april 2011 og havde deltagelse af de 16 hold, der endte blandt de fire bedste i de fire grupper i gruppespillet. Holdene blev parret i otte opgør ved en lodtrækning den 7. marts 2011 i Gartenhotel Altmannsdorf i Wien, Østrig. De fire gruppevindere og fire -toere fra gruppespillet var seedede og kunne dermed ikke trække hinanden. De seedede hold fik endvidere automatisk tildelt hjemmebane i den anden kamp.
| Dato    | Dato    | Hjemmehold i 1. kamp         | Hjemmehold i 2. kamp        | Resultat | Resultat | Resultat |
| 1. kamp | 2. kamp | Hjemmehold i 1. kamp         | Hjemmehold i 2. kamp        | Samlet   | 1. kamp  | 2. kamp  |
| ------- | ------- | ---------------------------- | --------------------------- | -------- | -------- | -------- |
| 24.3.   | 3.4.    | Kadetten Schaffhausen        | Montpellier Agglomeration   | 58–61    | 31-26    | 27-35    |
| 26.3.   | 2.4.    | KIF Kolding                  | THW Kiel                    | 53–72    | 29-36    | 24-36    |
| 27.3.   | 2.4.    | Chambery Savoie HB           | Renovalia Ciudad Real       | 43–63    | 24-27    | 19-36    |
| 27.3.   | 31.3.   | RK Bosna BH Gas              | Tjekhovskije Medvedi        | 39–61    | 22-31    | 17-30    |
| 26.3.   | 3.4.    | Pick Szeged                  | SG Flensburg-Handewitt      | 46–60    | 26-27    | 20-33    |
| 27.3.   | 2.4.    | FC Barcelona Borges          | MKB Veszprém KC             | 54–51    | 28-21    | 26-30    |
| 27.3.   | 31.3.   | RK Zagreb Croatia Osiguranje | Rhein-Neckar Löwen          | 55–58    | 28-31    | 27-27    |
| 24.3.   | 3.4.    | HSV Hamburg                  | Cuartro Rayas BM Valladolid | 63–55    | 28-22    | 35-33    |

### Kvartfinaler
Kvartfinalerne med deltagelse af de otte vinderhold fra ottendedelsfinalerne blev spillet i perioden 20. april – 1. maj 2011. Holdene blev parret i fire opgør ved en lodtrækning den 4. april 2011 i Sofitel Stephansdom i Wien, Østrig. De fire vindere af ottendedelsfinalerne mellem en gruppevindere og -firer var seedede og kunne dermed ikke trække hinanden. De seedede hold fik endvidere automatisk tildelt hjemmebane i den anden kamp.
| Dato    | Dato    | Hjemmehold i 1. kamp   | Hjemmehold i 2. kamp      | Resultat | Resultat | Resultat |
| 1. kamp | 2. kamp | Hjemmehold i 1. kamp   | Hjemmehold i 2. kamp      | Samlet   | 1. kamp  | 2. kamp  |
| ------- | ------- | ---------------------- | ------------------------- | -------- | -------- | -------- |
| 21.4.   | 1.5.    | SG Flensburg-Handewitt | Renovalia Ciudad Real     | 46–59    | 24-38    | 22-21    |
| 24.4.   | 1.5.    | FC Barcelona Borges    | THW Kiel                  | 63–58    | 27-25    | 36-33    |
| 23.4.   | 30.4.   | HSV Hamburg            | Tjekhovskije Medvedi      | 75–61    | 38-24    | 37-37    |
| 24.4.   | 30.4.   | Rhein-Neckar Löwen     | Montpellier Agglomeration | 62–55    | 27-29    | 35-26    |

### Final 4

#### Semifinaler
| Dato  | Hold                  | Hold                | Res.  | Pause |
| ----- | --------------------- | ------------------- | ----- | ----- |
| 28.5. | Rhein-Neckar Löwen    | FC Barcelona Borges | 28–30 | 12-12 |
| 28.5. | Renovalia Ciudad Real | HSV Hamburg         | 28–23 | 12-10 |

#### Kamp om 3.-pladsen
| Dato  | Hold               | Hold        | Res.  | Pause |
| ----- | ------------------ | ----------- | ----- | ----- |
| 29.5. | Rhein-Neckar Löwen | HSV Hamburg | 31–33 | 13-15 |

#### Finale
| Dato  | Hold                | Hold                  | Res.  | Pause |
| ----- | ------------------- | --------------------- | ----- | ----- |
| 29.5. | FC Barcelona Borges | Renovalia Ciudad Real | 27–24 | 14-10 |